# Puccinia gymnothrichis
Puccinia gymnothrichis ist eine Ständerpilzart aus der Ordnung der Rostpilze (Pucciniales). Der Pilz ist ein Endoparasit der Süßgras-Gattung Gymnothrix. Symptome des Befalls durch die Art sind Rostflecken und Pusteln auf den Blattoberflächen der Wirtspflanzen. Sie kommt in Südamerika vor.

## Merkmale

### Makroskopische Merkmale
Puccinia gymnothrichis ist mit bloßem Auge nur anhand der auf der Oberfläche des Wirtes hervortretenden Sporenlager zu erkennen. Sie wachsen in Nestern, die als gelbliche bis braune Flecken und Pusteln auf den Blattoberflächen erscheinen.

### Mikroskopische Merkmale
Das Myzel von Puccinia gymnothrichis wächst wie bei allen Puccinia-Arten interzellulär und bildet Saugfäden, die in das Speichergewebe des Wirtes wachsen. Aecien oder Spermogonien der Art sind nicht bekannt. Die zimtbraunen Uredien des Pilzes wachsen beidseitig auf den Blättern des Wirts. Ihre gold- bis zimtbraunen Uredosporen sind meist ellipsoid bis eiförmig, 26–32 × 22–26 µm groß und fein stachelwarzig. Die beidseitig wachsenden Telien der Art sind schwarzbraun und früh unbedeckt. Die haselnussbraunen bis goldenen Teliosporen des Pilzes sind zweizellig, in der Regel ellipsoid bis schmalellipsoid und 32–45 × 16–21 µm groß. Ihre Stiele sind farblos und bis zu 80 µm lang.

## Verbreitung
Das bekannte Verbreitungsgebiet von Puccinia gymnothrichis reicht von Ecuador über Argentinien bis nach Brasilien.

## Ökologie
Die Wirtspflanzen von Puccinia gymnothrichis sind verschiedene Gymnothrix-Arten. Der Pilz ernährt sich von den im Speichergewebe der Pflanzen vorhandenen Nährstoffen, seine Sporenlager brechen später durch die Blattoberfläche und setzen Sporen frei. Die Art verfügt über einen Entwicklungszyklus, von dem bislang lediglich Telien und Uredien sowie deren Wirt bekannt sind; Spermogonien und Aecien konnten dem Pilz nicht zugeordnet werden.